# Connasse (série télévisée)
 (décembre 2021).
Si vous disposez d'ouvrages ou d'articles de référence ou si vous connaissez des sites web de qualité traitant du thème abordé ici, merci de compléter l'article en donnant les références utiles à sa vérifiabilité et en les liant à la section « Notes et références ».
Connasse est une série télévisée française de format shortcom créée par Éloïse Lang et Noémie Saglio et diffusée au sein du Grand Journal de Canal+ ainsi que sur une chaîne YouTube dédiée.
Filmée en caméra cachée, la série met en scène un archétype de parisienne snob et insupportable, interprétée par l'actrice Camille Cottin. Filmée dans les contextes les plus divers face à des personnes qui ignorent qu'il s'agit d'une comédienne, elle se comporte de manière arrogante et inconvenante en multipliant les remarques incongrues.
La série a fait l'objet en 2015 d'une adaptation en long-métrage, Connasse, princesse des cœurs.

## Épisodes

### Saison 1
1. Le taxi
2. Les quais
3. Le vélo
4. Les soldes
5. La salle de sport
6. La fête foraine
7. Les puces
8. Le marché
9. Au bois
10. La terrasse
11. L'animalerie
12. Le speed dating
13. La voiture
14. Le nail bar
15. L'immobilier
16. La voyante
17. Le bar gay
18. Le cours de yoga
19. Le cinéma
20. Le magasin de « jouets »
21. Le parc pour enfants
22. Le cours de cuisine
23. L'hôtel
24. Le magasin bio
25. Les toilettes
26. Le supermarché
27. Le coiffeur
28. Le personal shopping
29. La galerie d'art
30. La boîte de nuit
31. Le cours de boxe
32. Le salon de mariage
33. La piscine
34. Le cimetière
35. Le métro

### Saison 2
1. Le matériel de ski
2. Les remontées mécaniques
3. Le ski
4. Le cours de ski
5. Le restaurant d'altitude
6. L'après-ski
7. L'hippodrome
8. Le tatoueur
9. Le bar-tabac
10. La pharmacie
11. Le magasin de jouets
12. L'opticien
13. Chirurgien esthétique
14. La fourrière
15. Refait son passeport
16. Le vin
17. Les achats culturels
18. Le déjeuner
19. La danse classique
20. La maison de retraite
21. Le don
22. Le tennis
23. La rue
24. La fashion week
25. Le train
26. Le concessionnaire
27. L'esthéticienne
28. Le magasin de musique
29. Les boutiques de luxe
30. La plage
31. Le mini-golf
32. Le camping
33. Saint-Tropez
34. La province
35. Le pole dance
36. Épisode spécial : L'anniversaire